# Ellsworthgebirge

Geographische Karte Antarktikas

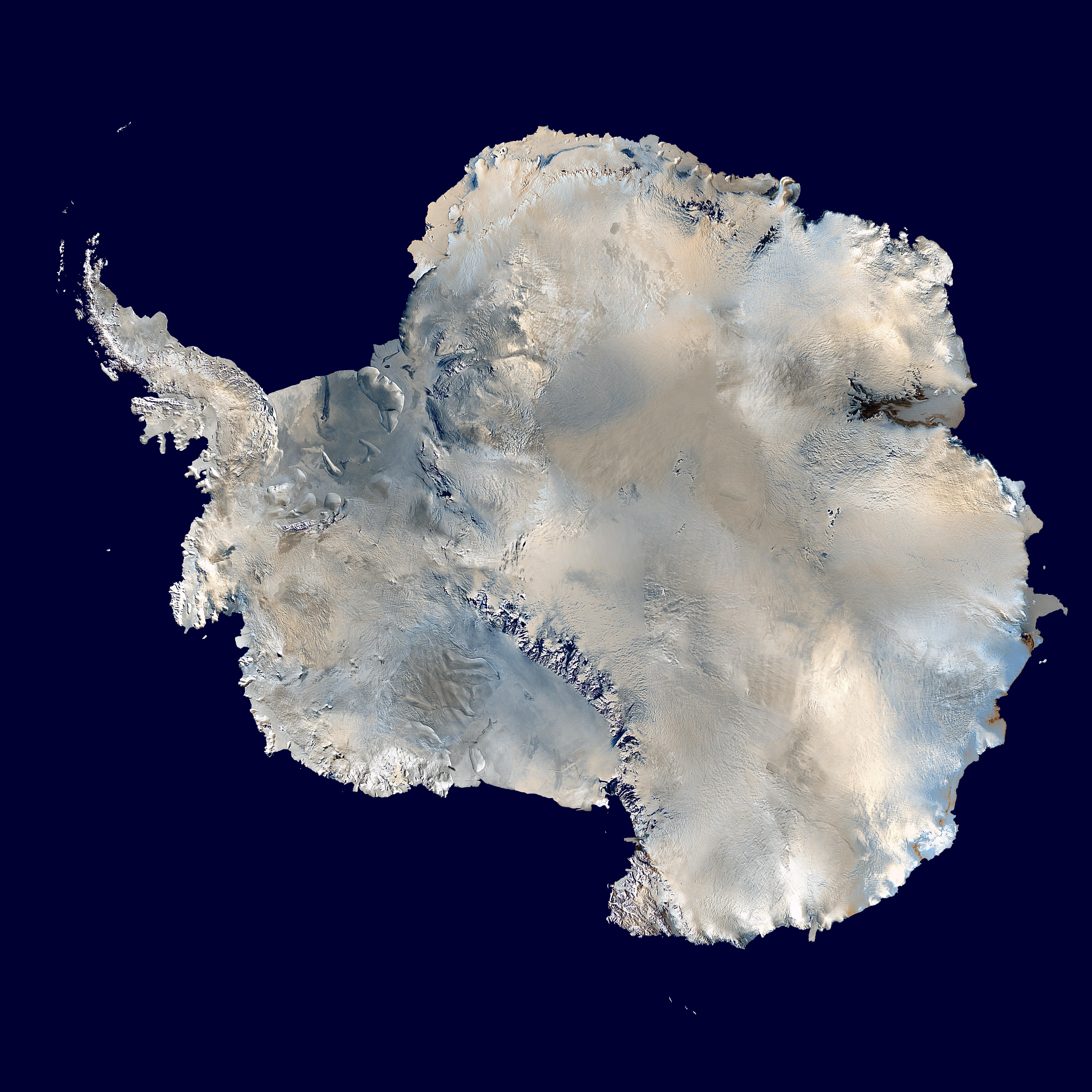
Satellitenaufnahme vom Antarktischen Eisschild

Das Ellsworthgebirge (Ellsworth Mountains) liegt im westantarktischen Ellsworthland und bildet das höchste Gebirge ganz Antarktikas. Eine Vielzahl hoher Berge ragen aus dem Antarktischen Eisschild. Das Gebirge erstreckt sich aufgeschlossen leicht bogenförmig in NNW-SSO-Richtung über eine Länge von ca. 350 km und einer Breite von ca. 50 km am südlichen Rand des Filchner-Ronne-Schelfeises. Zusammen mit dem anschließenden Whitmoregebirge bildet es eine geologische Einheit, die als Ellsworth-Whitmore Mountain-Terran bezeichnet wird.
Auf oder an einem 1600 bis 1370 mya alten Grundgebirge entwickelte sich ab dem Kambrium ein Becken. In diesem entstand eine bis zu 13.000 m mächtige Sequenz aus unterkambrischen bis permischen Sedimenten. Während der Gondwanide-Orogenese wurden die Sedimentablagerungen am Rand einer Subduktionszone tektonisch überprägt und gefaltet.

## Entdeckung und Namensgebung
Der US-amerikanische Polarforscher Lincoln Ellsworth entdeckte das Gebirge am 23. November 1935 auf dem ersten transantarktischen Flug von der Dundee-Insel zum Ross-Schelfeis und gab ihm vorerst den Namen Sentinel Range (von englisch sentinel ‚Wächter‘). Als sich im Laufe der Kartografierung durch das USGS herausstellte, dass es sich um zwei voneinander getrennte Gebirgszüge handelt, wurde der ursprüngliche Name auf die höhere nördliche beschränkt, die südliche Heritage Range und das Gesamtgebirge nach dem Entdecker benannt.

## Geographie

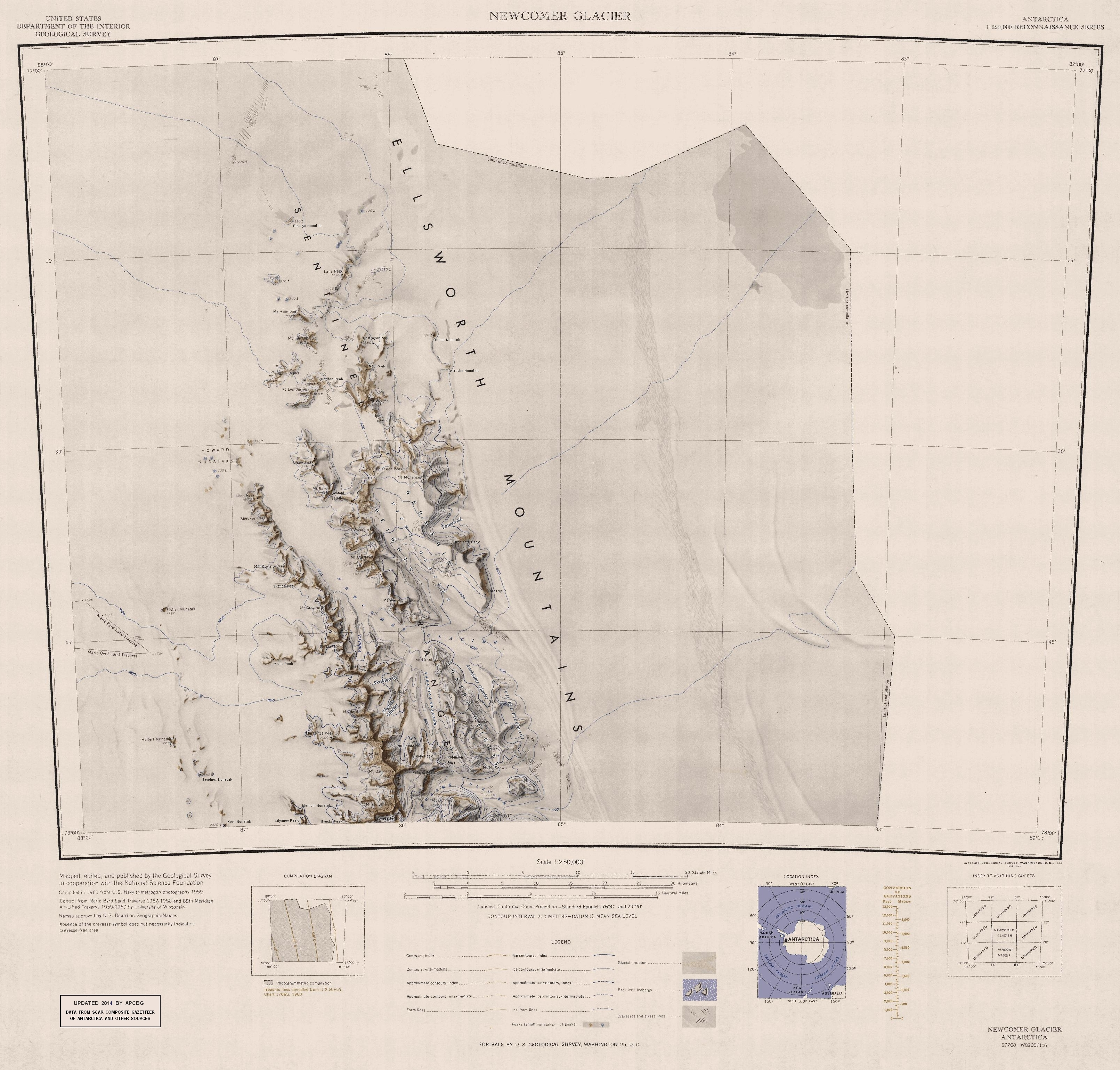
Kartenblatt der nördlichen Sentinel Range
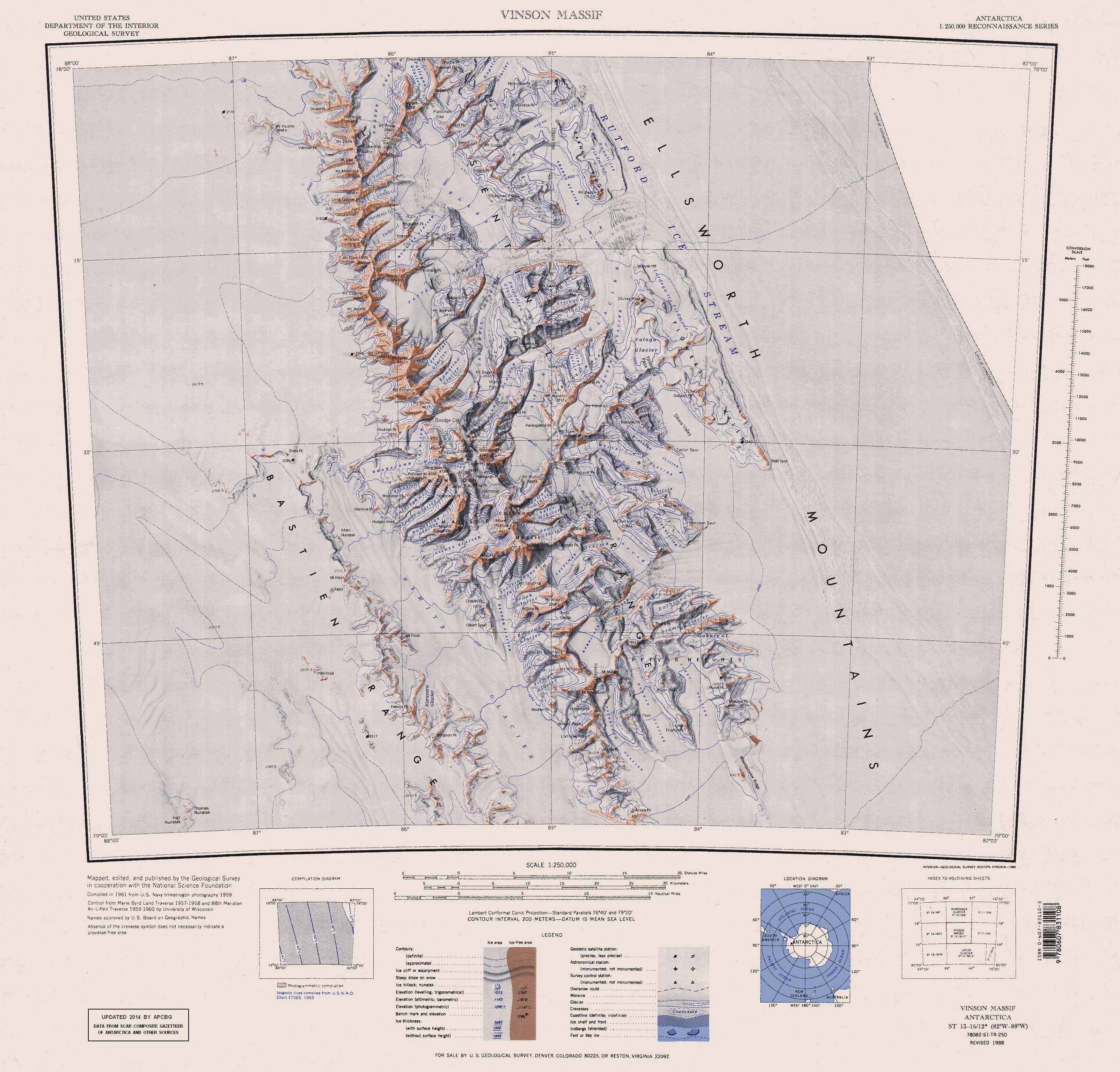
Kartenblatt der südlichen Sentinel Range
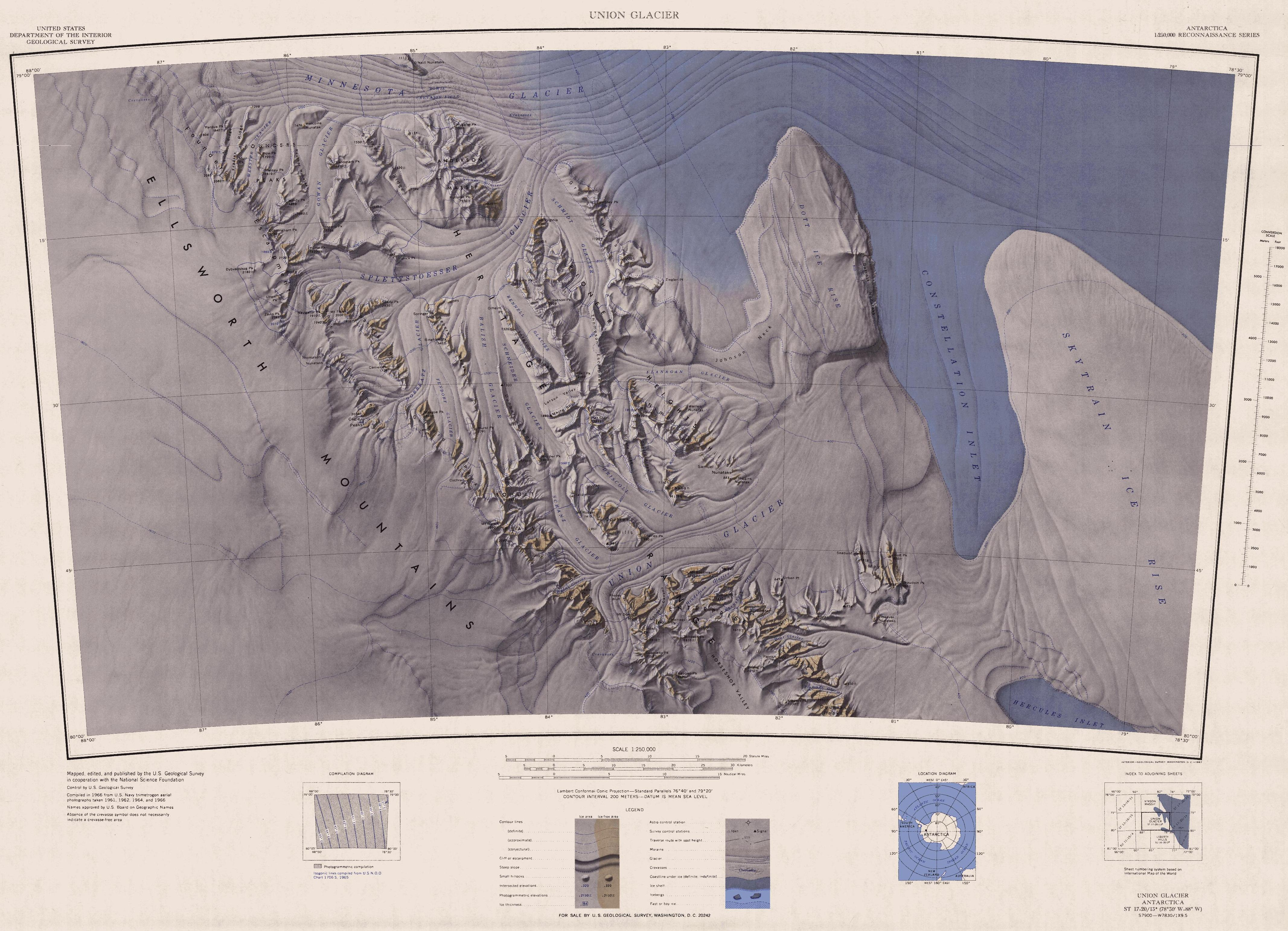
Kartenblatt der nördlichen Heritage Range mit dem Minnesota-Gletscher
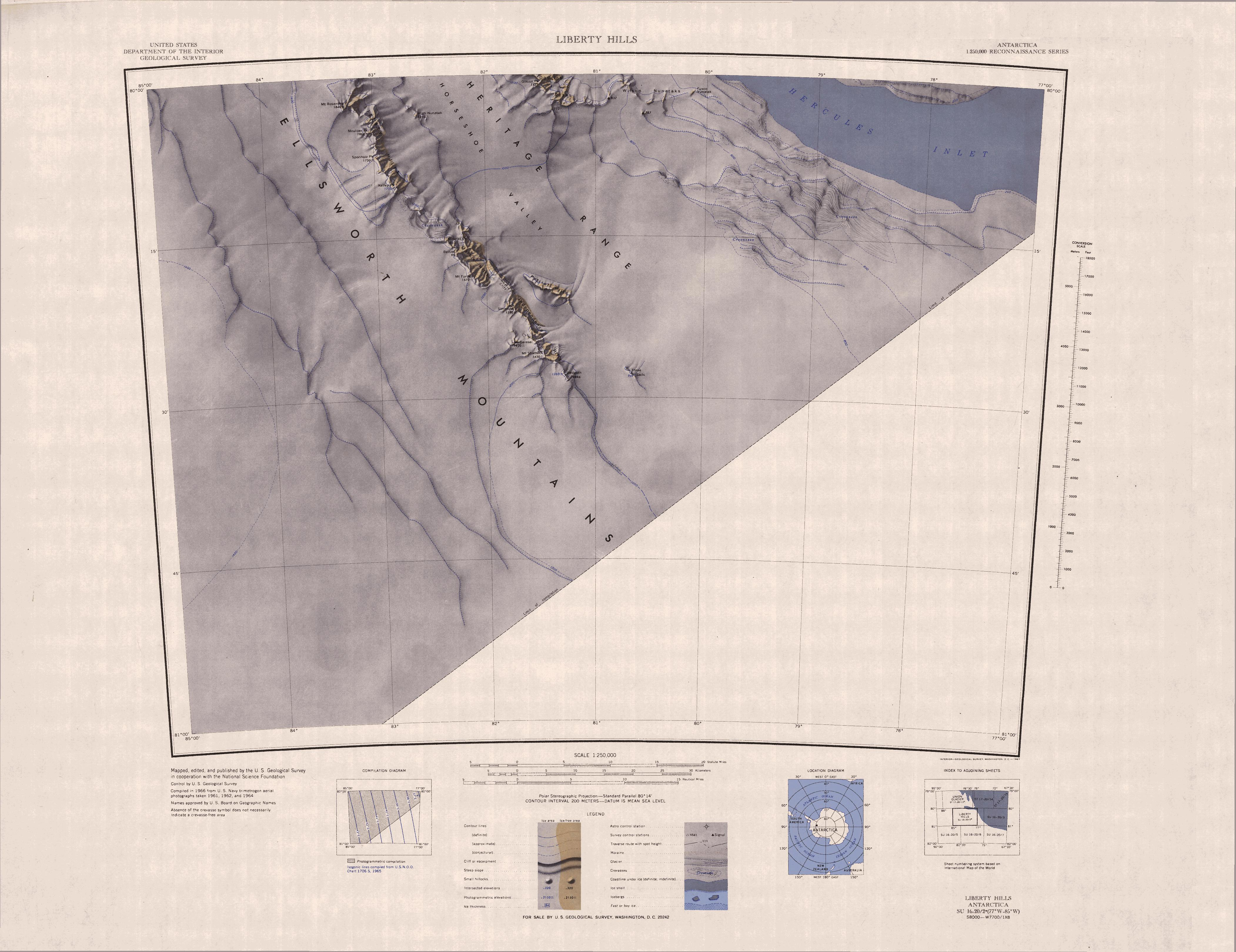
Kartenblatt der südlichen Heritage Range

Die höchsten Berge des Ellsworthgebirges, die allesamt zur Sentinel Range gehören, sind:

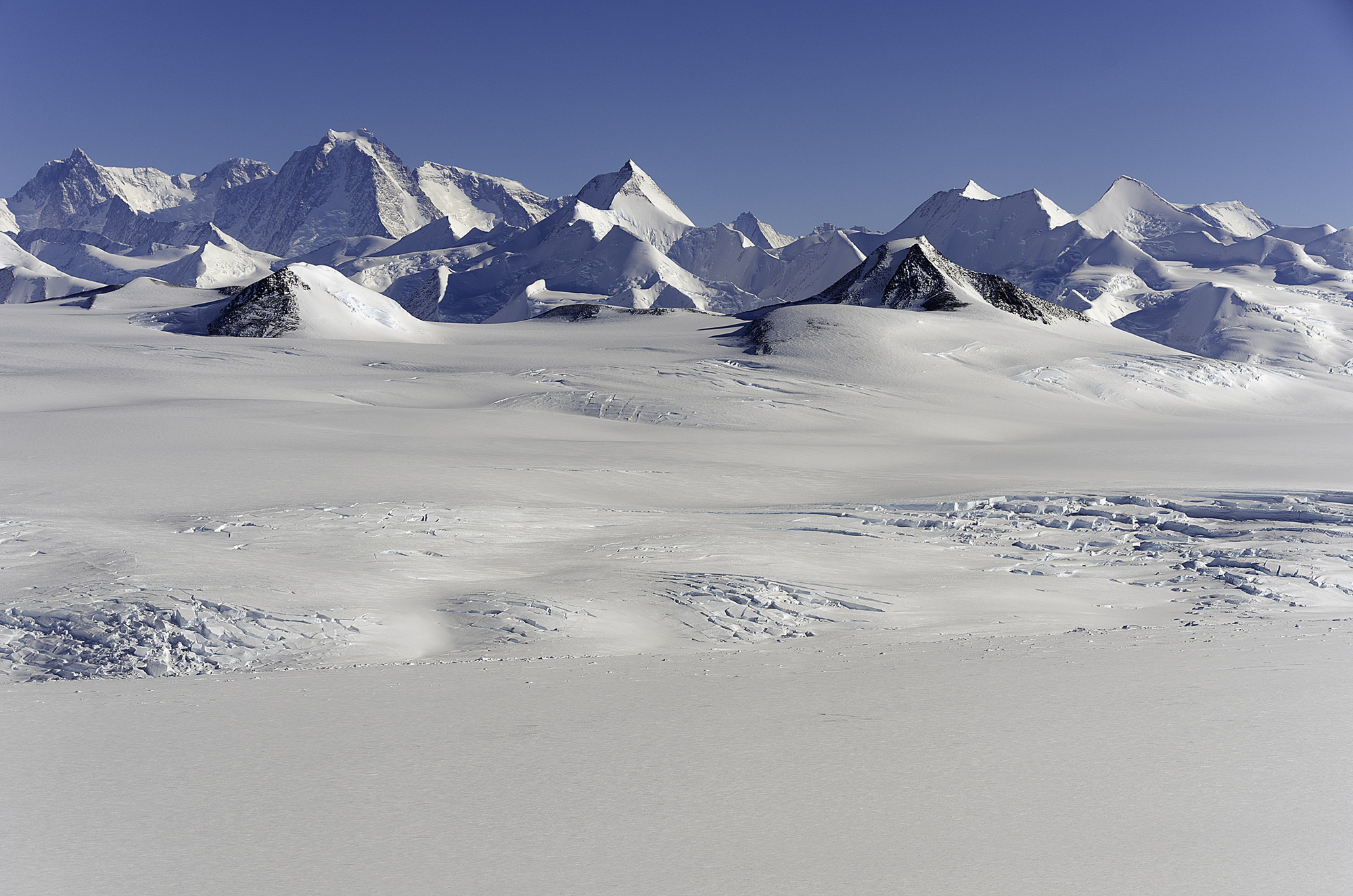
Blick auf die Sentinel Range
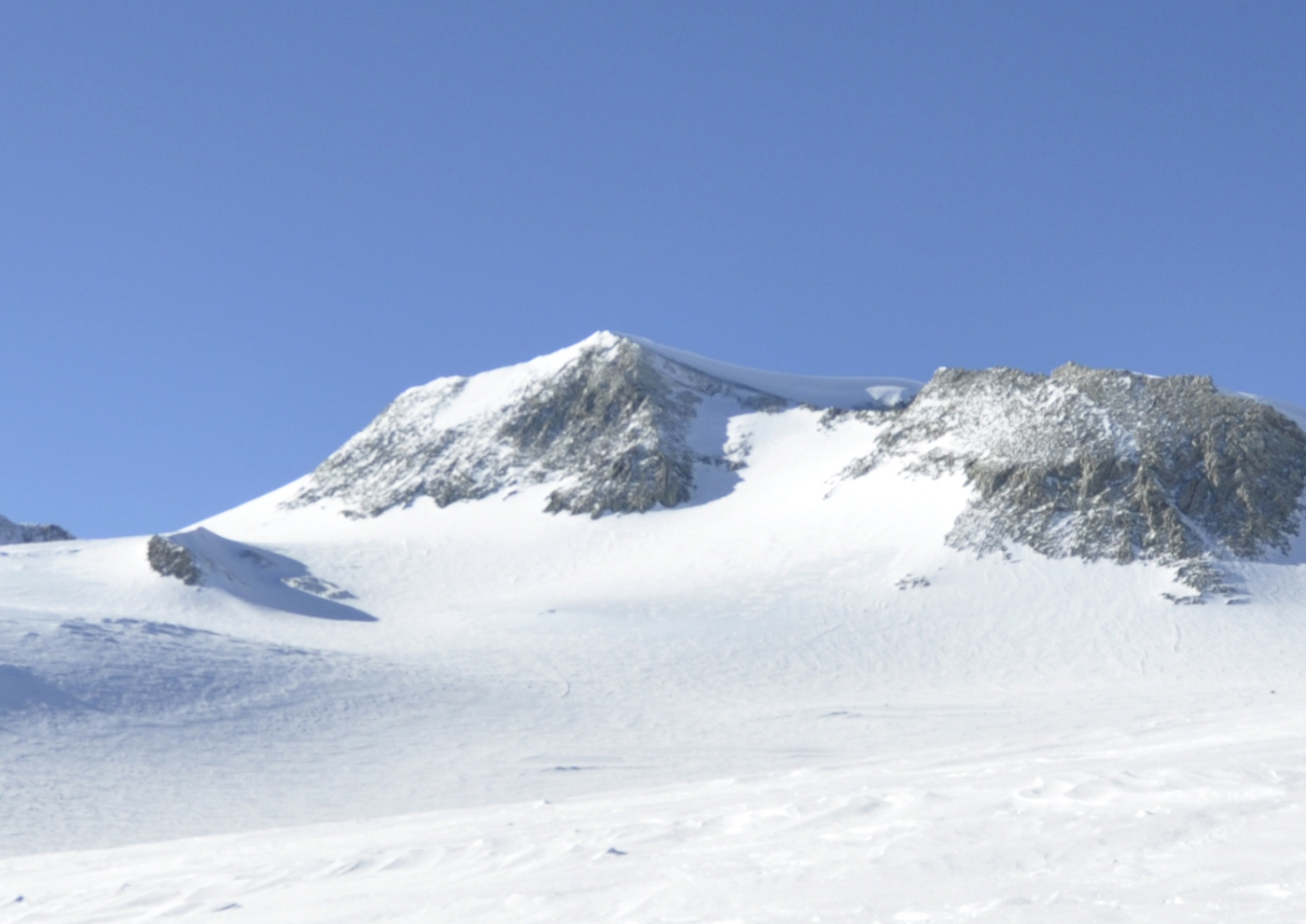
Mount Vinson, 4892 m hoch
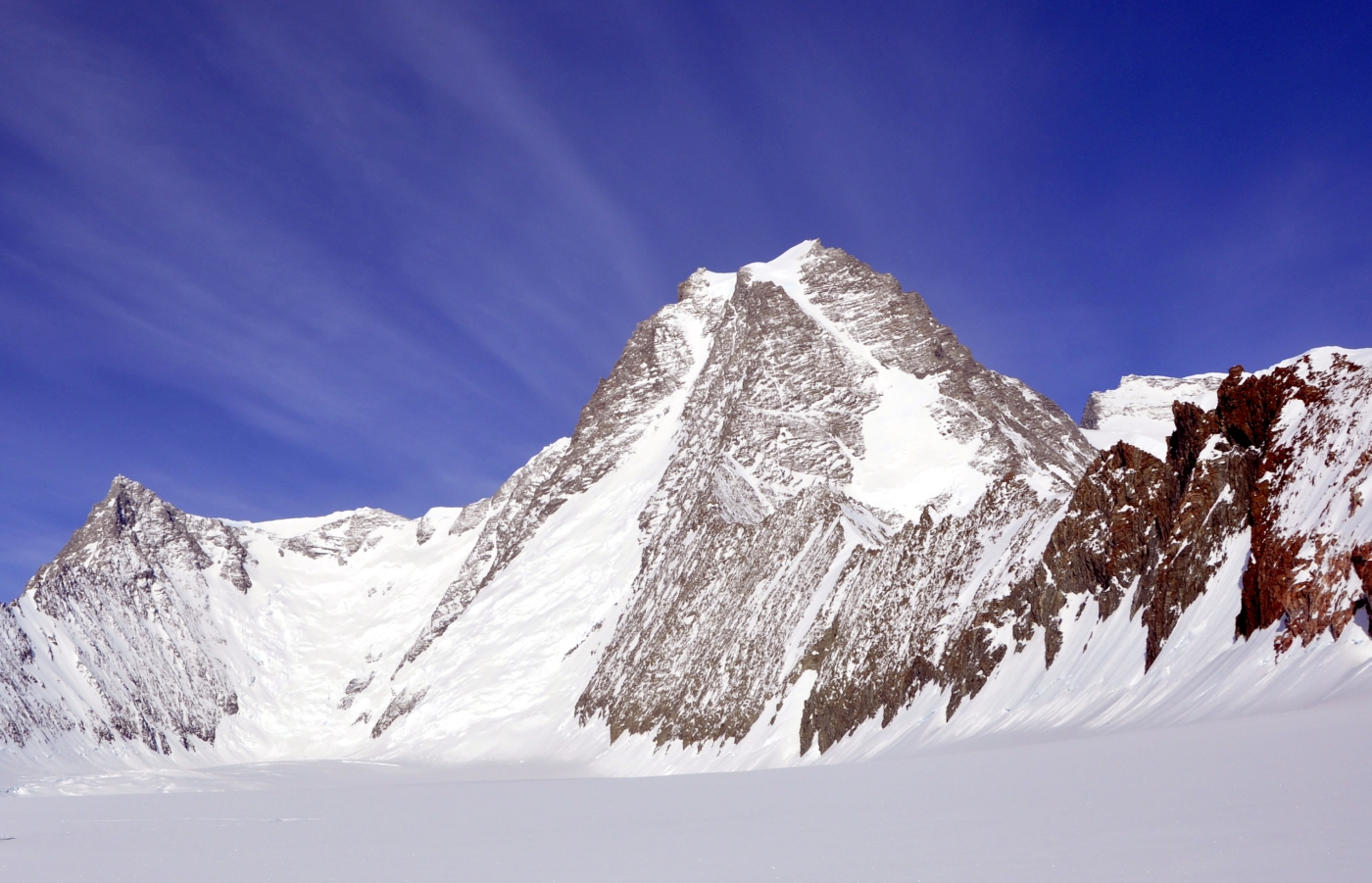
Mount Tyree, 4842 m hoch
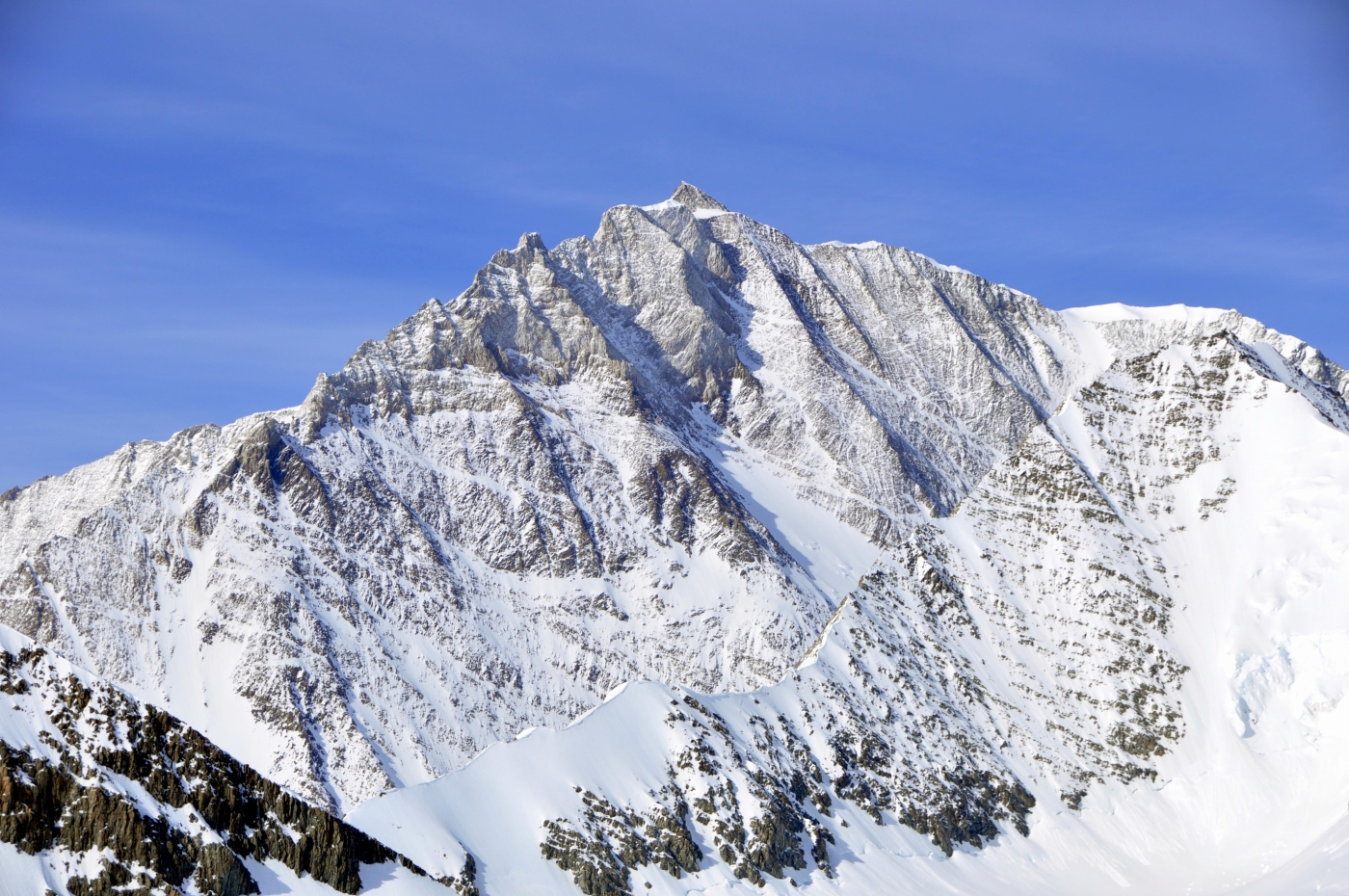
Mount Shinn, 4661 m hoch
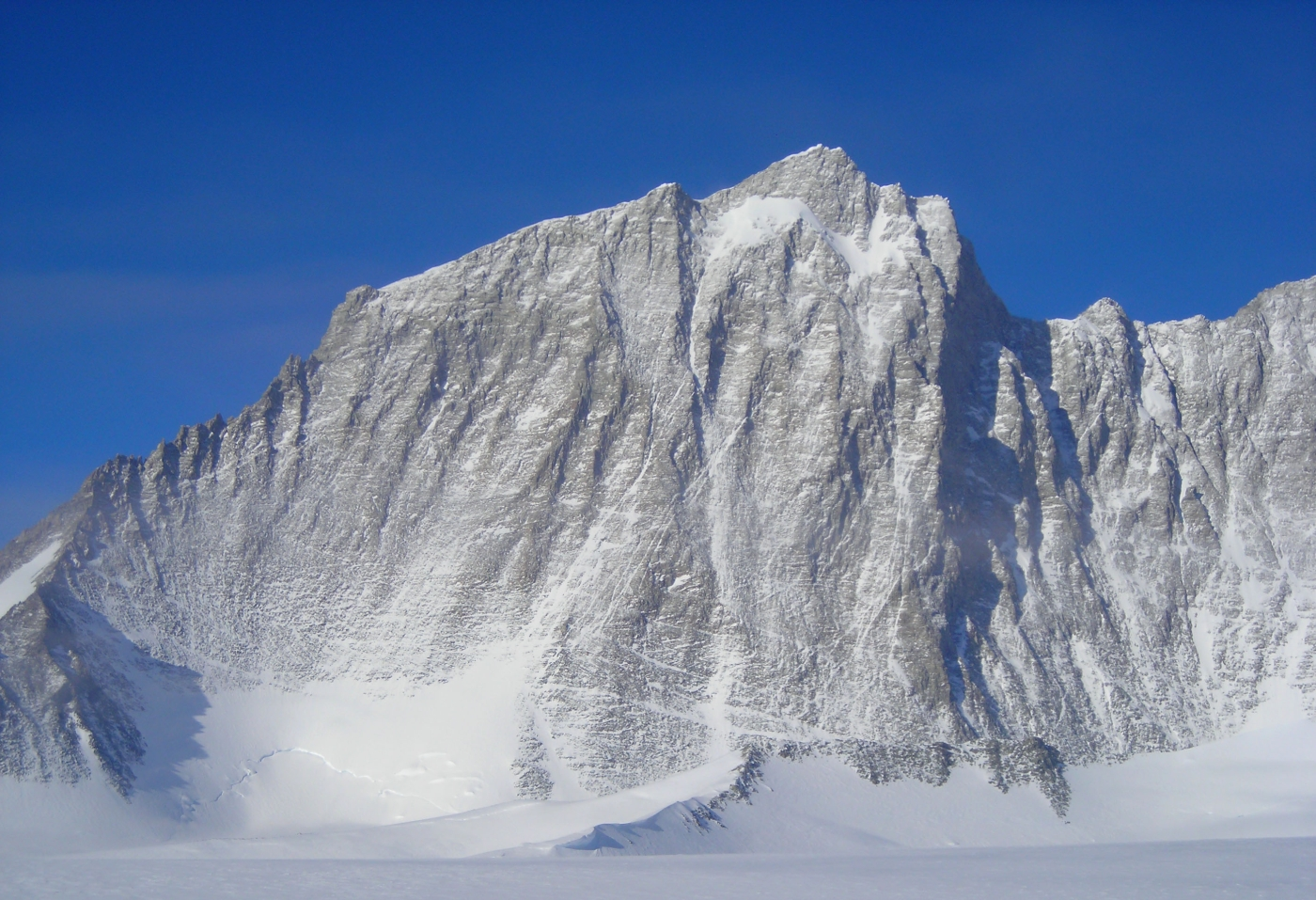
Mount Gardner, 4587 m hoch

Im Whimoregebirge ist der Mount Seelig mit 3020 m der höchste Berg.
Das Ellsworthgebirge liegt im Ellsworthland und bildet das höchste Gebirge ganz Antarktikas. Eine Vielzahl hoher Berge ragen aus dem Antarktischen Eisschild. Es erstreckt sich aufgeschlossen etwa unterhalb einer Linie von der Thurston-Insel und den Haag-Nunatakker leicht bogenförmig in NNW-SSO-Richtung über eine Länge von ca. 350 km und einer Breite von ca. 50 km am südlichen Rand des Filchner-Ronne-Schelfeises. Weiter östlich reicht es bis zu den Pensacola Mountains. Es wird durch den Minnesota-Gletscher in die nördliche Sentinel Range und die südliche Heritage Range geteilt. Am westlichen Rand trennt der Nimitz-Gletscher die Sentinel Range von der Bastien Range. Südöstlich schließt das Whitmoregebirge (Whitmore Mountains) an. Zusammen bilden sie eine geologische Einheit (Terran), die als Ellsworth-Whitmore Mountain-Terran (EWMT) (Ellsworth-Whitmore Mountain Terrane) bezeichnet wird.

## Geologie

### Tektonische Historie

Lage vom südafrikanischen Kaapvaal-Kraton
Lage vom Königin-Maud-Land
Lage vom Coatsland
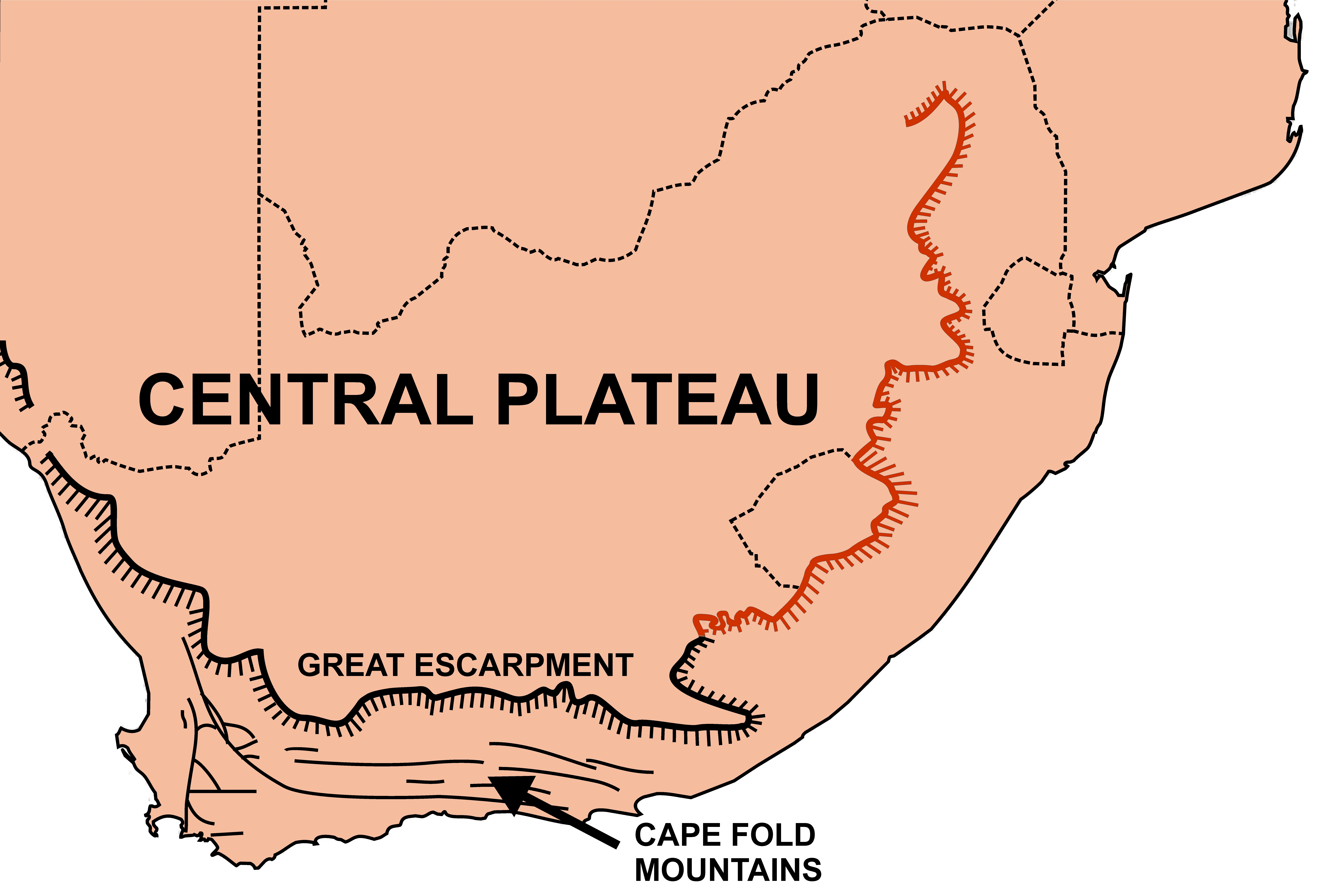
Lage vom südafrikanischen Kap-Faltengürtel

Das Fundament bzw. Grundgebirge des EWMT ist ca. 1600 bis 1370 mya alt und steht im Zusammenhang mit der Grenville-Orogenese, die mit zur Formierung des Superkontinents Rodinia führte. Paläomagnetische Untersuchungen an unterschiedlichen Gesteinen ergeben Hinweise auf eine spätneoproterozoische bis frühpaläozoische paläogeographische Anordnung des EWMT nahe dem südafrikanischen Kalahari-Kraton bzw. Kaapvaal-Kraton, dem Coatslandblock sowie dem benachbarten Gesteinspaket vom laurentinischen Keweenawan Rift (Midcontinent Rift System). In diesem Bereich erstreckte sich das Seebecken des Natal Embayments. Tektono-stratigraphische Korrelationen mit dem südafrikanischen Kap-Faltengürtel und ostantarktischen Krusten deuten darauf hin, dass dieser Sektor am Rand des Panthalassa bzw. Paläo-Pazifiks von Gondwana von früh- bis spätkambrischen Brüchen und einem sich rasch absenkenden kontinentalen Grabenbruchbecken gekennzeichnet war, assoziiert mit weiteren Extensionen der Erdkruste.
Während der Gondwanide-Orogenese akkretierten mehrere Terrane an den Rand Gondwanas. Die Gondwanide-Orogenese verlief wie die Terra Australis-Orogenese am damaligen Kontinentalrand vom Nordaustralischen Kraton über Ostantarktika, dem südafrikanischen Kap-Faltengürtel bis zum südamerikanischen Faltengürtel der Sierra de la Ventana. Beide Orgenesen wurden verursacht durch die Subduktion des Panthalassa. Der Zeitraum der Gondwanide-Orogenese erfolgte vor ca. 300 bis 100 mya. In diesem Zeitraum wurden die Gesteinspakete des EWMT abgelagert und deformiert. Um 250 mya wurde es mutmaßlich über den Rand des Haag-Nunatakker-Blocks aufgeschoben.
Während der Zerfalls Gondwanas setzte um 165 mya frühes ostwestliches Rifting zwischen Ostantarktika und Afrika ein, gefolgt von einer Ozeanbodenspreizung ab 147 mya (siehe auch Loslösung von Afrika). Hierbei migrierte das EWMT in die heutige Lage, einschließlich einer Rotation um ca. 90 Grad entgegengesetzt dem Uhrzeigersinn. Auch könnte eine Exhumierung von bis zu 4 km damit verbunden gewesen sein. In der heutigen tektonischen Situation Antarktikas stellt das EWMT ein allochthones (ortsfremdes) Terran dar.

### Regionale Geologie
Die geologische Entwicklung des EWMT begann während des Kambriums mit der Ablagerung einer bis zu 13.000 m mächtige Sequenz aus unterkambrischen bis permischen Sedimenten. Sie bildete sich vermutlich an oder in einem kontinentalen Grabenbruch eines Grundgebirges grenvillischen Alters. Obwohl sein Alterspektrum demjenigen der Haag-Nunatakker ähnelt, ergaben aeromagnetische Messungen deutliche Unterschiede. Gegen Ende der Sedimentationsphase trat regional Magmatismus auf.

#### Sedimentgesteine
Die sedimentäre Sequenz ist mehrfach stratigraphisch strukturiert. Die älteste Abfolge bildet die 7500 m mächtige Heritage Group. Sie kommt ausschließlich in der Heritage Range vor und besteht aus sehr unterschiedlichen Gesteinstypen. Zuunterst entstand eine unterkambrische terrestrische Schicht aus vulkanitischen Diamiktiten mit Tuffen und Laharen. Im Mittelkambrium folgten fluviatil bis flachmarin abgelagerte Tonschiefer, Calciumcarbonate. Überlagert werden sie von groben Konglomeraten, Quarziten, Tonschiefern, Grauwacken, Schluffsteinen sowie Laven, Vulkanite und Marmore. Ab mittelkambrischen Schichten fossilierten u. a. Trilobiten, Conodonten, Archaeocyathiden, Pelmatozoen und primitive Mollusken.
Die hangende Schichtfolge bildet die 3000 m dicke Crashsite Group. Sie besteht hauptsächlich aus einer Abfolge bunter Quarzite, Sandsteinen sowie Tonschiefern und Konglomeraten, die in der Sentinel Range nachgewiesen wurden. Die Sedimentation erfolgte in einem fluviatilen und flachmarinen Ablagerungsmilieu während des oberen Kambriums oder des Ordoviziums bis zum Devon. Es wird vermutet, dass sie tektonisch einen Übergang von der Grabenbruchphase zu einem passiven Kontinentalrand darstellt. In einigen Lagen sind devonische Fossilien, wie z. B. Armfüßer, Kopffüßer (Orthocerida), Muscheln und Schnecken enthalten.
Überlagert wird sie von der 1000 m mächtigen Whiteout Formation aus einem kaltzeitlichen marinen Diamiktit-Paket, dessen Schichten durch laminierte Schiefer getrennt sind. Diese Ablagerungen deuten auf die Karoo-Eiszeit hin. Nachgewiesen wurde sie in der nördlichen Sentinel Range. Diese Ablagerungen zeigen gewisse Ähnlichkeiten mit denen in den Pensacola Mountains. Sie erstreckte sich zeitlich vor etwa 360 bis 260 mya, was dem Karbon bis zum mittleren Perm entspricht.
Die oberste Sequenz wird durch die 1000 m dicke permische Polarstar Formation gebildet, bestehend aus Tonsteinen, Schluffsteinen, Sandsteinen und Kohlen. Sie enthält eine permische Glossopteris-Flora. Diese deuten auf ein terrestrisches Milieu hin. Es wird vermutet, dass die Sedimentation in einem Backarc-Becken zwischen dem Paläo-Pazifik und dem ostantarktischen Rand erfolgte.
Die gesamte sedimentäre Abfolge wurde ab dem frühen Mesozoikum während der Gondwanide-Orogenese intensiv gefaltet und geschiefert. Die Intensität der Deformation sowie die einer allgemein schwachen Metamorphose nimmt von der Sentinel Range im Norden zur Heritage Range im Süden zu.

#### Magmatite
Zwischen der ausgehenden Trias und dem mittleren Jura entwickelten sich mehrere unterschiedliche Magmatite. Sie drangen als Plutone in die metasedimentäre Sequenz ein.
Die älteste Intrusion ist die 208 mya alte vom Mount Seelig im Whitmoregebirge. Sie ist deutlich älter als andere im EWMT und entwickelte sich in einem magmatischen Bogen während eines subduktionsbedingten Kollisionsprozesses, der sich auch im Deseado Massif von Patagonien nachweisen lässt. Er entspricht dem Kordilleren- oder Andentyp am aktiven Kontinentalrand. Im EMWT stellt er somit ein separates magmatisches Ereignis dar. Auch unterscheidet sich die geochemische Zusammensetzung von den späteren Plutonen im EWMT.
Die Entwicklung der jurassischen Plutone steht im Zusammenhang mit dem regionalen Zerfall Gondwanas und dem Aufsteigen eines Mantelplumes, der u. a. die Ferrar-Magmaprovinz erzeugte. Neben den Plutonen im EWMT entstanden auch die Dufek-Intrusionen in den benachbarten Pensacola Mountains. Die Intrusionen und Extrusionen im EWMT traten zwischen 177 und 168 mya als Intraplattenplutone auf, nachdem das EWMT in die heutige Position rotierte und migrierte. Deren Hauptbestandteile sind meistens verschieden zusammengesetzte Granite sowie Granodiorite. Sie sind das Ergebnis mafischer Magmen, die sich unter wasserhaltiger Erdkruste ansammelten (Underplating) und hybride Schmelzen aus Bereichen der Mantelkonvektion, der subkontinentalen Lithosphäre und aus Anteilen der unteren kontinentalen Kruste erzeugten. Die daraus entstandenen Magmen zeigen gewisse geochemische Ähnlichkeiten mit den meist mafischeren Magnetiten der Ferrar-Magmaprovinz.